# Seebrücke

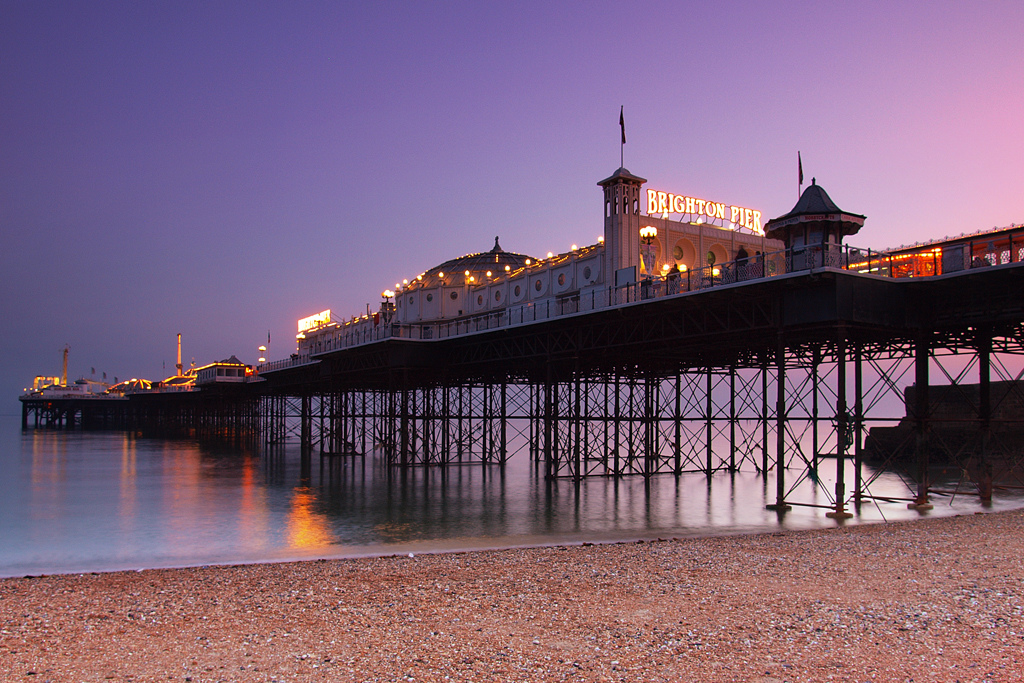
Die Seebrücke in Brighton

Eine Seebrücke oder Landungsbrücke ist ein Bauwerk auf Holz-, Stahl- oder Betonpfählen, das vom Ufer ins Meer („die See“), in einen Binnensee oder in einen großen Fluss hinaus erbaut wurde. Im Unterschied zu einer Pier oder einer Mole ist eine Seebrücke kein aufgeschüttetes Bauwerk, weshalb das Wasser unter einer Seebrücke hindurchfließen kann.
Nicht überall steht ein Hafen zur Verfügung. Da Gewässer zum Ufer hin häufig flach auslaufen, können Schiffe mit größerem Tiefgang dieses nicht mehr erreichen. Sie ankern deshalb entsprechend weit vor dem Ufer und werden mit Hilfe von Pendelbooten be- und entladen. Diese umständliche Prozedur kann durch den Bau einer Seebrücke vermieden werden.

Unteransicht der Seebrücke in Wrightsville Beach

Seebrücken reichen zum Teil mehrere hundert Meter ins Meer hinaus. Sie sind keine Brücken im eigentlichen Sinne, da sie im Wasser enden, doch sie überbrücken die Distanz vom Land bis zu der Stelle, an der Schiffe festmachen können. Sie wurden früher aus Holz oder Eisen erbaut, heute verwendet man meist Stahl oder Stahlbeton.
Neben ihrer inzwischen meist in den Hintergrund getretenen Funktion als Anlegestelle dienen sie an Nord- und Ostsee heute dem Promenieren der Gäste, als Standorte für Restaurants, Imbissbuden und auch Hotels. Insbesondere die großen Seebrücken in den Seebädern Englands und den Niederlanden werden in der Landessprache pier genannt. Sie dienen den Gästen als Vergnügungsstätten (englisch pleasure pier). Ihre Entstehung beruht darauf, dass man Gästen, die an einer flachen Küste das Meer sehen wollten, diese Möglichkeit jederzeit (auch bei Ebbe) bieten wollte.
Die im Jahr 1839 im Hamburger Hafen errichtete hölzerne Landungsbrücke wurde bereits im Jahr 1869 durch schwimmende Pontons aus Metall ersetzt, der Name aber bis heute beibehalten.